# Lirula abietis-concoloris
Lirula abietis-concoloris är en svampart som först beskrevs av Mayr ex Dearn., och fick sitt nu gällande namn av Darker 1967. Lirula abietis-concoloris ingår i släktet Lirula och familjen Rhytismataceae.   Inga underarter finns listade i Catalogue of Life.